# Клімат Австрії

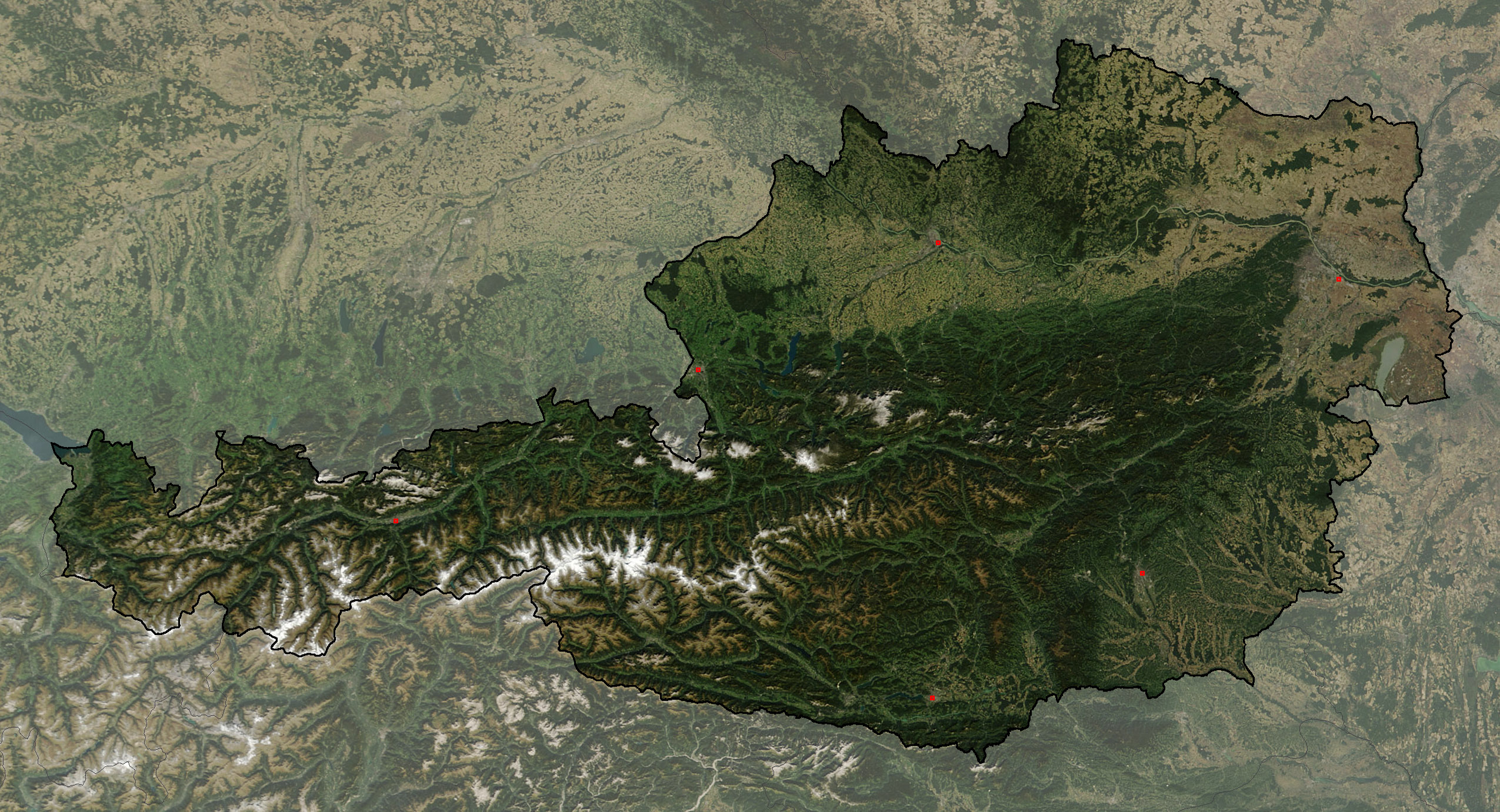
Австрія, знімок із супутника

Особливості клімату Австрії безпосередньо залежать від ряду географічних чинників, зокрема від рельєфу.

## Загальні характеристики
По усій території Австрії клімат помірний, перехідний до континентального, сильно залежний від висот.
Як правило літо тепле, середня температура в цей період +20ºС. найжаркіші місяці - липень и серпень. У міру зміни висот температура падає і може досягати нульової відмітки, але це відбувається набагато рідше, ніж в інших альпійських країнах Влітку в Австрії сухо, тому, незважаючи на погану погоду, температура не має різких коливань.
Зима м'яка: температура на рівнинах не опускається нижче — 2 °C, в гірських же районах вона знижується до — 14ºС. найхолодніший зимовий місяць — січень.

## Опади
Опади по усій території Австрії варіюють від 500 до 3000 мм в рік. Гори Альпи, які височіють на шляху вологих західних вітрів, стають головним конденсатором вологи. Особливо багато опадів переймають на себе північні і західні околичні хребти, де випадає від 1500 до 3000 мм в рік, і переважає туманна погода. Замкнуті ж долини отримують менше вологи, до 1000 мм найбільша кількість опадів випадає на висотах близько 2000 м.
Усі температурні характеристики можна оцінити на прикладі кліматичної таблиці  Відня.
| Клімат Відня                               | Клімат Відня | Клімат Відня | Клімат Відня | Клімат Відня | Клімат Відня | Клімат Відня | Клімат Відня | Клімат Відня | Клімат Відня | Клімат Відня | Клімат Відня | Клімат Відня | Клімат Відня |
| Показник                                   | Січ.         | Лют.         | Бер.         | Квіт.        | Трав.        | Черв.        | Лип.         | Серп.        | Вер.         | Жовт.        | Лист.        | Груд.        | Рік          |
| Абсолютний максимум, °C                    | 19,0         | 19,0         | 24,0         | 28,9         | 32,3         | 35,9         | 38,5         | 38,1         | 32,7         | 28,0         | 22,2         | 18,6         | 38,5         |
| Середній максимум, °C                      | 2,9          | 5,1          | 10,3         | 15,2         | 20,5         | 23,4         | 25,6         | 25,4         | 20,3         | 14,2         | 7,5          | 4,0          | 14,5         |
| Середня температура, °C                    | −0,2         | 1,2          | 5,5          | 9,8          | 14,8         | 17,9         | 19,9         | 19,8         | 15,7         | 10,2         | 4,3          | 1,1          | 10,0         |
| Середній мінімум, °C                       | −2           | −0,9         | 2,4          | 5,8          | 10,5         | 13,5         | 15,4         | 15,3         | 11,7         | 7,0          | 2,4          | −0,5         | 6,7          |
| Абсолютний мінімум, °C                     | −22,6        | −21,1        | −19,2        | −5           | −2           | 3,0          | 5,0          | 5,0          | 1,0          | −9           | −13          | −21,1        | −22,6        |
| Норма опадів, мм                           | 37           | 39           | 46           | 52           | 62           | 70           | 68           | 58           | 54           | 40           | 50           | 44           | 620          |
| ------------------------------------------ | ------------ | ------------ | ------------ | ------------ | ------------ | ------------ | ------------ | ------------ | ------------ | ------------ | ------------ | ------------ | ------------ |
| Джерело: worldweather.org, Погода и Климат |              |              |              |              |              |              |              |              |              |              |              |              |              |